# Chrysochloris
Chrysochloris is een geslacht uit de familie van de goudmollen (Chrysochloridae). De wetenschappelijke naam van het geslacht werd in 1799 gepubliceerd door Bernard Germain de Lacépède.

## Soorten
Er worden drie soorten in dit geslacht geplaatst:
- Chrysochloris asiatica (Linnaeus, 1758) – Kaapse goudmol
- Chrysochloris stuhlmanni Matschie, 1894
- Chrysochloris visagiei Broom, 1950 – Visagies goudmol